# Frigga coronigera
Frigga coronigera är en spindelart som först beskrevs av Koch C.L. 1846.  Frigga coronigera ingår i släktet Frigga och familjen hoppspindlar. Inga underarter finns listade i Catalogue of Life.